# Daniela Schwarzer
 (décembre 2023).
Daniela Carolin Schwarzer (née en 1973) est une politologue allemande et membre du directoire de la Fondation Bertelsmann (de). Reconnue comme une experte de premier plan dans les affaires européennes et internationales, elle possède une longue carrière au sein de think tanks, de fondations, d'universités et dans le journalisme.

## Éducation
Daniela Schwarzer a complété ses études en sciences politiques et en linguistique à l'Université de Tübingen après son baccalauréat en 1992. Elle a également étudié à l'University of Reading au Royaume-Uni et à l'Institut d'études politiques de Paris (Sciences Po). En 2005, elle a obtenu un doctorat en économie politique à la Freie Universität Berlin, avec une thèse sur la coordination de la politique fiscale dans la zone euro.

## Carrière

### Positions académiques
En 2021, Schwarzer a été nommée professeure honoraire en sciences politiques à la Freie Universität Berlin. Elle a également été professeure invitée Pierre Keller à l'Université Harvard en automne 2022 et associée en tant que Senior Fellow au Belfer Center de cette même université.
Elle a co-fondé la revue European Political Economy Review et a enseigné dans plusieurs institutions, dont l'Hertie School of Governance en 2011, le Collège d'Europe à Bruges, et les universités de Macao et Salzbourg.
Entre 2012 et 2013, Schwarzer a été chercheuse au Weatherhead Center for International Affairs de l'Université Harvard. En 2014, elle a été nommée Senior Research Professor à l'Université Johns Hopkins. En 2020, elle a obtenu une bourse au Belfer Center for Science and International Affairs de l'Université Harvard.

### Parcours professionnel
Schwarzer a commencé sa carrière en 1999 en tant que rédactrice et correspondante en France pour la Financial Times Deutschland à Paris. De 2004 à 2013, elle a travaillé pour la Fondation Science et Politique (de), dirigeant le groupe de recherche Europe à partir de 2008, avant de devenir directrice de recherche au sein du German Marshall Fund of the United States de 2013 à 2016.
Elle a été directrice et PDG de la Société allemande de politique étrangère (de) (DGAP) de 2016 à 2021. Puis, de 2021 à 2023, elle a servi en tant que directrice exécutive pour l'Europe et l'Asie Centrale chez Open Society Foundations.
En mai 2023, Schwarzer a rejoint le directoire de la Fondation Bertelsmann, où elle est chargée des programmes et projets sur l'avenir de l'Europe, ainsi que de la démocratie et de la cohésion.

## Membre et mandats
Considérée comme une experte dans son domaine, Schwarzer a été co-rapporteur du groupe de travail sur la réforme et l'élargissement de l'Union européenne, créé par les gouvernements français et allemand. De 2020 à 2022, elle a été conseillère spéciale de Josep Borrell, Haut Représentant et Vice-Président de la Commission européenne. Elle a également conseillé la France et la Pologne pendant leurs présidences respectives du Conseil de l'UE et a été conseillère du Centre d'analyse stratégique du Premier ministre français.
Schwarzer est membre du directoire de la DGAP, du conseil consultatif de l'Institut Jacques-Delors et du European Council on Foreign Relations (ECFR). En 2017, elle a été nommée dans la Légion d'Honneur française.